# Introspective
Introspecitve är Pet Shop Boys tredje studioalbum, det gavs ut hösten 1988. Tanken med skivan var att göra tvärtom mot andra artister under den här tiden: Man skulle först ge ut ett album med långa dansversioner, och sedan ge ut singlar med korta, listväniga versioner: Det är bara sex relativt långa låtar som är mer inriktade på rytm än harmoni, till stor del inspirerade av latin-dansmusik och tidig house. Texterna är dock bland det mest djupa och inåtvända, introspektiva som gruppen gjort. Trots detta är det det mest sålda Pet Shop Boys-albumet genom tiderna.
Albumets randiga omslag (olika färger för CD, LP och kassettband) har av vissa uppfattats vara en prideflagga, men det är felaktigt. Mönstret kommer från en bok med färgprover för tryckbranschen som designern Mike Farrow hade på sitt skrivbord då han arbetade med denna skiva. Han hade fått reda på att den andra stora skivutgivningen under våren, The Joshua Tree med U2 skulle gå i dova jordnära färger och beslutade då att göra tvärtom.
Introspective blev den sista storsäljande skivan med gruppen i USA. Flera anledningar kan ha legat bakom det: De långa, dansinspirerade låtarna förvirrade köparna som väntat sig treminuters poplåtar. Ryktena om gruppmedlemmarnas homosexuella läggning blev allt mer förekommande, och de förstärktes av de erotiska undertonerna i videon till Domino Dancing. Detta gjorde att gruppens musik ändrade kategori från "pop" till "gay" för många amerikanska radiostationer. 

## Låtlista
1. Left to My Own Devices
2. I Want a Dog
3. Domino Dancing
4. I'm Not Scared
5. Always on My Mind/In My House
6. It's Alright